# Blockchain.com
Blockchain.com（原Blockchain.info）是钱包和区块数据查询服务提供商。该项目启动于2011年八月，在该项目网站上可以查询到最新交易数据、挖矿新区块产生情况，包括面向开发者的比特币金融数据。该网站信息被比特币媒体封面和比特社区论坛广泛使用。该网站也支持比特币在线钱包。Blockchain.info的安卓手机app也可以发送接收区块链信息。
2013年12月，公司吸收了ZeroBlock LLC的开发者，用于开发新的比特币移动应用。
Blockchain.info是世界访问量最大的比特币网站，2013年十二月统计超过1亿1千8百万网页访问量，超过3百万不同的访客。在2014年1月Blockchain.info的钱包服务超过了100万用户。
2014年2月，蘋果从iOS应用商店下架Blockchain应用，以Reddit為主的比特币社群則严厉回应。
2019年7月，Blockchain.com推出了其加密货币交易所。
2021年2月17日，Blockchain.com获得Lightspeed Venture Partners、GV、Lakestar、Access Industries、Eldridge等共同投资的1.2亿美金。
2021年3月24日，C轮融资，Blockchain.com获得 DST Global、Lightspeed Venture Partners和Vy Capita共同投资的3亿美元资金。